# Łada X-Cross 5
Łada X-Cross 5 – samochód osobowy typu SUV klasy kompaktowej produkowany pod rosyjską marką Łada w 2023 roku.

## Historia i opis modelu
W kwietniu 2023 koncern AwtoWAZ ogłosił plany zagospodarowania odkupionej fabryki Nissan Manufacturing Rus w Petersburgu, w której japońska firma wytwarzała własne samochody do momentu wycofania się po inwazji Rosji na Ukrainę w 2022 roku. Miała tam rozpocząć się produkcja nowej linii modelowej w ramach dotychczas działającej tylko w Togliatti marki Łada, korzystając tym razem z gotowej już chińskiej technologii. W ten sposób powstał kompaktowy SUV Łada X-Cross 5, bliźniaczy model wobec oferowanego już w Rosji modelu FAW Bestune T77
Wizualne różnice ograniczono do innego znaczka na osłonie chłodnicy i napisów na klapie bagażnika. W momencie prezentacji pierwszego, próbnego egzemplarza, producent nie usunął nawet oryginalnego chińskiego logotypu Bestune z koła kierownicy. Do napędu wykorzystano zmodyfikowany, mocniejszy turbodoładowany silnik benzynowy o pojemności 1,5 litra i mocy 160 KM, współpracując zarówno z manualną, jak i automatyczną przekładnią biegów.

### Sprzedaż
Produkcja Łady X-Cross 5 rozpoczęła się w zakładach Łada Sankt-Petersburg w czerwcu 2023 roku, mając pomóc do  końca tego samego roku osiągnąć wielkość produkcji do 10 tysięcy sztuk. Samochód powstał z myślą o sprzedaży na wewnętrznym rosyjskim rynku, z najtańszym wariantem wycenionym na 2,5 miliona rubli i zamówieniami zbieranymi od sierpnia 2023. Pierwszą partię egzemplarzy do jednego z dilerów Łady trafiły w drugiej połowie grudnia 2023, jednak tuż po tej operacji kierownictwo zakładów w Petersburgu podjęło decyzję o zarzuceniu projektu, a samochody nie trafiły ostatecznie do prywatnych klientów.
Ostatecznie zbudowano tylko 170 egzemplarzy Łady X-Cross, 50 z nich kierując do klientów korporacyjnych w Moskwie, a pozostałe 120 skierowano do pracowników zarządu głównej fabryki Łady w Togliatti. Porozumienie z FAW upadło m.in. z powodu zaostrzenia amerykańskich sankcji na koncern AwtoWAZ i nieporozumień na gruncie finansowym z chińską firmą. Upadek projektu potwierdzono w styczniu 2024, a następstwem tego było podjęcie decyzji przez AwtoWAZ o ograniczeniu marki Łada do dotychcasowych produktów z Togliatti - fabryce w Petersburgu dedykowano za to nową markę Xcite, realizując ją we współpracy z innym chińskim koncernem Chery. Pierwszym seryjnym modelem wytwarzanym w dawnej fabryce Nissana został w ten sposób ostatecznie inny model Xcite X-Cross 7, debiutując w marcu 2024.

### Silnik
- R4 1.5 l 160 KM Turbo